# Loligo forbesii
Il calamaro Loligo forbesii Steenstrup, 1856, comunemente noto come calamaro venato, è una specie di cefalopode appartenente alla famiglia Loliginidae. Questa specie riveste un'importanza significativa per la pesca commerciale in Europa, essendo comune nelle acque del Regno Unito e con un areale che si estende fino alla Penisola Iberica meridionale, comprendendo anche il Mar Mediterraneo e le isole Azzorre.

## Descrizione
Gli individui di questa specie possono raggiungere una lunghezza del mantello fino a 90 cm. Le pinne, di forma romboidale, si estendono per circa due terzi della lunghezza totale del corpo. La colorazione è variabile, generalmente in tonalità di rosa, rosso o marrone. Come altri calamari, possiede una conchiglia interna vestigiale, sottile e trasparente.

## Distribuzione e habitat
Loligo forbesii è diffuso nelle acque costiere dell'Europa nord-orientale, inclusi l'Atlantico nord-orientale, il Mar Mediterraneo e le Azzorre. Questa ampia distribuzione lo rende una risorsa preziosa per la pesca commerciale europea.

## Biologia

### Alimentazione
La dieta di Loligo forbesii è carnivora e comprende pesci, policheti, crostacei e altri cefalopodi, inclusi individui della stessa specie (cannibalismo).

### Riproduzione
Loligo forbesii ha un ciclo vitale relativamente breve, con una durata massima di circa 3 anni. Raggiunge la maturità sessuale intorno all'anno di età e si riproduce una sola volta nella vita (semelparità). La stagione riproduttiva varia geograficamente: ad esempio, al largo della Scozia, il picco di deposizione delle uova si verifica tra gennaio e marzo, mentre in Galizia avviene da dicembre a maggio. Le femmine possono deporre fino a 100000 uova, che aderiscono al fondale marino.

## Tassonomia
La tassonomia del genere Loligo è stata oggetto di revisioni, con alcune specie precedentemente incluse ora assegnate a generi differenti. Attualmente, Loligo forbesii è una delle tre specie riconosciute nel genere, insieme a Loligo vulgaris e Loligo reynaudii.
Studi recenti hanno indagato la filogeografia e la struttura genetica di Loligo forbesii nelle acque europee. L'analisi di marcatori microsatelliti e del gene mitocondriale COI ha rivelato una certa omogeneità genetica tra le popolazioni, suggerendo un flusso genico su ampie distanze geografiche. Tuttavia, sono state identificate differenze genetiche significative in alcune aree, indicando che barriere geografiche possono influenzare la struttura della popolazione e ridurre il flusso genico.

## Pesca
Questa specie è una delle più comuni pescate nel Regno Unito e rappresenta una risorsa significativa per la pesca commerciale europea.